# ジェシカ・ヘクト
ジェシカ・ヘクト（Jessica Hecht,  1965年6月28日 - ）は、アメリカ合衆国の女優、声優である。

## 来歴
1968年、ニュージャージー州プリンストンに生まれる。両親はそれぞれ心理療法士と精神科医だった。3歳のころにコネチカット州へ移住するが、ジェシカが12歳のころに両親は離婚している。高校卒業後は女優を目指してニューヨークへわたり、1987年にニューヨーク大学のTisch School of the Artsを卒業した。1994年あたりからテレビドラマシリーズ『新スーパーマン』などへ出演し始めて女優としてのキャリアをスタート。『となりのサインフェルド』や『フレンズ』などの話題のドラマなどへ出演する一方で、2000年代に入ってからは『サイドウェイ』や『J・エドガー』などへの話題映画へも出演し、女優としての地位を確立した。

## 私生活
1995年に、ディレクターとして活動していたアダム・バーンスタインと結婚。二人の間には二人の子供がいる。

## 出演作品

### 映画
- Kicking and Screaming (1995)
- ハイジ・クロニクル/明日を信じて The Heidi Chronicles (1995) ※テレビ映画
- Joe's Rotten World (1995)
- クリスマス・ツリー The Christmas Tree (1996)
- Intimate Betrayal (1996)
- アナーキーTV Anarchy TV (1998)
- ジャンプ Jump (1999)
- Seven Girlfriends (1999)
- 灰の記憶 The Grey Zone (2001)
- 素顔の私を見つめて… Saving Face (2004)
- サイドウェイ Sideways (2004)
- フォーガットン The Forgotten (2004)
- At Last (2005)
- ステイ Stay (2005)
- Starting Out in the Evening (2007)
- 40オトコの恋愛事情 Dan in Real Life (2007)
- ギプスの女 Quid Pro Quo (2008)
- Calling It Quits (2008)
- ハートボール The Winning Season (2009)
- Reunion (2009)
- 人生万歳! Whatever Works (2009)
- Helena from the Wedding (2010)
- フェア・ゲーム Fair Game (2010)
- ウェス・クレイヴンズ ザ・リッパー My Soul to Take (2010)
- J・エドガー J. Edgar (2011)
- ピンチ・シッター The Sitter (2011)
- 最高の人生のはじめ方 The Magic of Belle Isle (2012)
- Northern Borders (2013)
- 45歳からの恋の幕アケ!! The English Teacher (2013)

### テレビドラマ
- 新スーパーマン Lois & Clark: The New Adventures of Superman (1994)
- となりのサインフェルド Seinfeld (1994)
- フレンズ Friends (1994 - 2000)
- Party of Five (1994)
- ウェイアンズ兄弟 The Wayans Bros. (1995)
- プロミスランド Promised Land (1997)
- LAW & ORDER:性犯罪特捜班 Law & Order: Special Victims Unit (1999, 2012)
- ホミサイド/殺人捜査課 Homicide: Life on the Street (1999)
- What About Joan (2001)
- CIA:ザ・エージェンシー The Agency (2002)
- LAW & ORDER:犯罪心理捜査班 Law & Order: Criminal Intent (2003)
- ER緊急救命室 ER (2005)
- ブレイキング・バッド Breaking Bad (2008, 2009, 2013)
- イレブンス・アワー Eleventh Hour (2008)
- ロー&オーダー Law & Order (2009)
- グッド・ワイフ The Good Wife (2010)
- ミディアム 霊能者アリソン・デュボア Medium (2010)
- CSI:科学捜査班 CSI: Crime Scene Investigation (2010)
- Bored to Death (2010)
- ナース・ジャッキー Nurse Jackie (2011)
- エレメンタリー ホームズ&ワトソン in NY Elementary (2013)
- PERSON of INTEREST 犯罪予知ユニット Person of Interest (2013, 2014)
- ザ・ボーイズ The Boys (2020)
- TOKYO VICE Tokyo Vice（2022年）

### ビデオゲーム
- The Dark Eye (1995)